# 博爾貝克米倫巴赫河

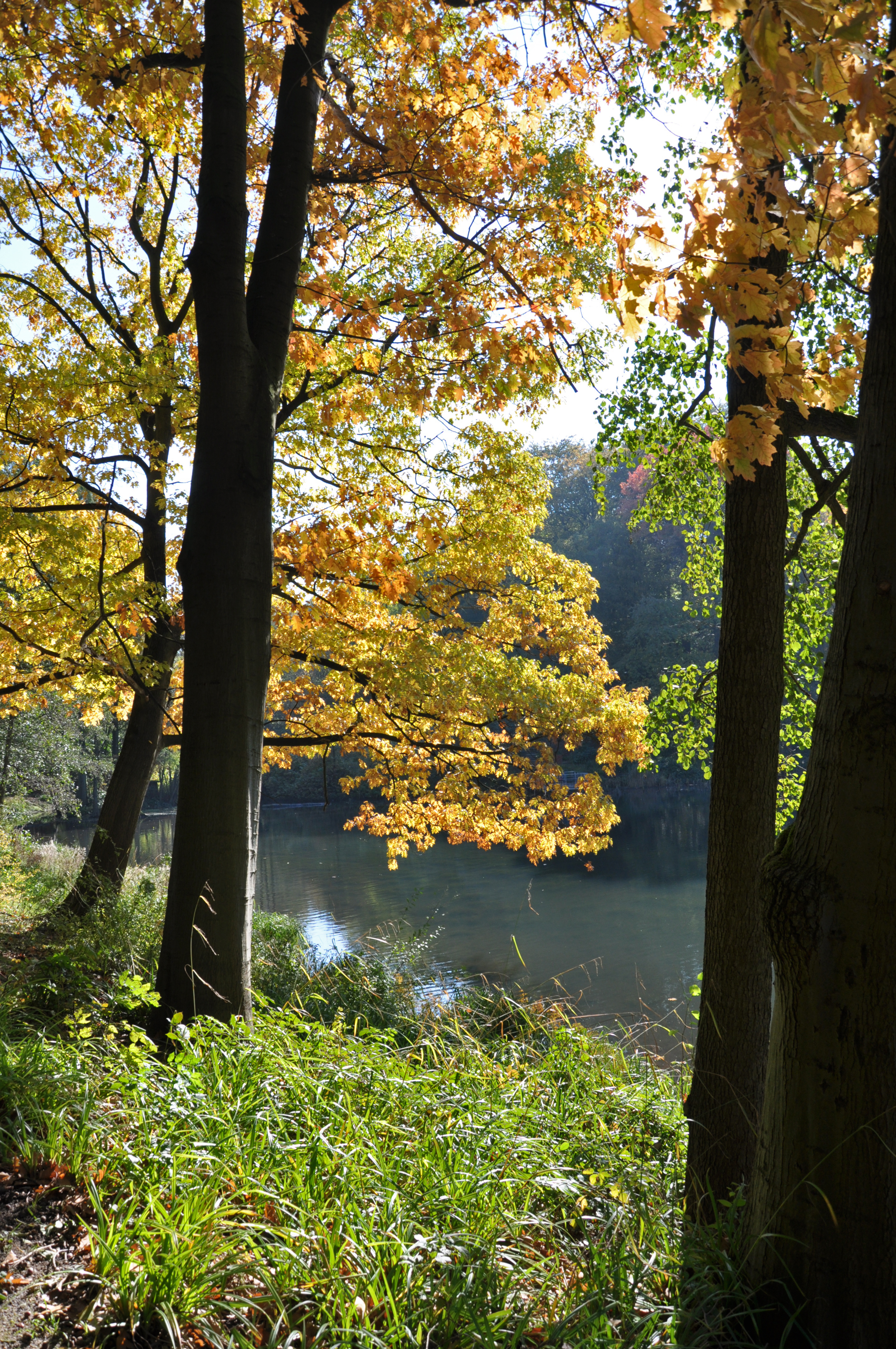

51°29′19″N 6°57′55″E / 51.48861°N 6.96528°E
博爾貝克米倫巴赫河（德語：Borbecker Mühlenbach），是德國的河流，位於該國西部，流經北萊茵-威斯特法倫州，屬於貝爾訥河的左支流，河道全長11.1公里。